# Kurt von Lersner

Kurt von Lersner

Kurt Freiherr von Lersner (* 12. Dezember 1883 in Saarburg, Reichsland Elsaß-Lothringen; † 7. Juni 1954 in Düsseldorf) war ein deutscher Diplomat und Politiker (DVP). Lersner war „zweiter Führer“ der deutschen Delegation bei den Friedensverhandlungen von Versailles in der Zeit vom Juli 1919 bis zum Frühjahr 1920, Reichstagsabgeordneter der Weimarer Republik und Emissär Konrad Adenauers nach dem Zweiten Weltkrieg.

## Leben und Wirken

### Deutsches Kaiserreich (1883 bis 1914)
Lersner wurde 1883 als Sohn des preußischen Offiziers und Gutsbesitzers Alphons Freiherr von Lersner und seiner Ehefrau Emmy, geborene Jacobson, geboren. Nach dem Besuch von Gymnasien in Köln, Karlsruhe und Darmstadt und einer Ausbildung im Bankfach studierte er Rechtswissenschaften an den Universitäten Bonn, Berlin, Heidelberg und Paris. Er war ab 1902 Mitglied des Corps Borussia Bonn. Nach einer kurzen Tätigkeit als Kammergerichtsreferendar (1906) wurde Lersner 1908 in den deutschen diplomatischen Dienst aufgenommen. In den folgenden Jahren bis zum Ausbruch des Ersten Weltkriegs wurde er in rascher Folge an verschiedenen diplomatischen Auslandsvertretungen des Deutschen Reiches eingesetzt. Nach der Verwendung als Botschafts-Attaché in Paris (1907–1910) wurde er als Gesandtschaftsattaché nach Brüssel (1910), erneut nach Paris (1911–1913) und schließlich als Botschaftssekretär nach Washington, D.C. (1913/14) geschickt. Dort freundete er sich unter anderem mit Franklin D. Roosevelt, damals stellvertretender Marineminister in der Regierung von Woodrow Wilson, und mit Franz von Papen, seines Zeichens Militärattaché an der deutschen Botschaft, an.

### Erster Weltkrieg und Versailler Friedensverhandlungen (1914 bis 1920)

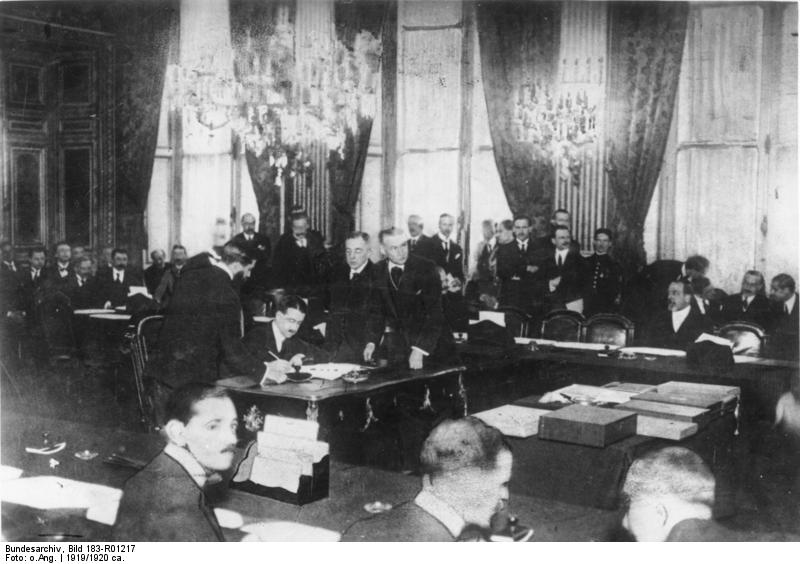
Lersner bei der Unterzeichnung eines diplomatischen Dokumentes im Uhrensaal des französischen Außenministeriums

Unmittelbar nach dem Ausbruch des Ersten Weltkrieges im August 1914 kehrte Lersner nach Deutschland zurück. 1915 war er in Sofia (Bulgarien) beteiligt an der Ausarbeitung des am 6. September sodann unterzeichneten Bündnisvertrags. Zeitweise ließ er sich als Rittmeister der Reserve reaktivieren, um an der Front zu kämpfen. 1916 wurde er wieder als Diplomat eingesetzt. Als Legationsrat und Vertreter des Auswärtigen Amtes wurde er ins Große Hauptquartier abkommandiert, wo er die folgenden zwei Jahre bis zum Kriegsende als Verbindungsmann des Reichskanzlers und des Auswärtigen Amtes zur obersten militärischen Führung verbrachte. Außer mit dem Generalquartiermeister und faktischen deutschen Kriegsdiktator Erich Ludendorff hatte Lersner in diesen Jahren engen Kontakt mit den Reichskanzlern Georg Michaelis und Georg von Hertling sowie mit den Außenstaatssekretären Arthur Zimmermann und Paul von Hintze.
1917 war er an der von der Obersten Heeresleitung gesteuerten Einschleusung Lenins aus der Schweiz durch Deutschland nach Russland beteiligt, die den Zweck verfolgte, das Zarenreich zu revolutionieren und so als Kriegsgegner auszuschalten. Im Frühjahr 1918 gehörte Lersner der von Richard von Kühlmann geführten Friedensdelegation bei den Verhandlungen von Brest-Litowsk an.
Nach dem Ende der Kampfhandlungen im November 1918 vertrat Lersner von November 1918 bis Februar 1920 die deutsche Regierung bei den Verhandlungen mit den alliierten Mächten, die zur Beendigung und Abwicklung des Krieges führten: Von November 1918 bis April 1919 gehörte er der deutschen Delegation zur Aushandlung des Waffenstillstandes in Spa an. Anschließend wurde er von April bis Juli als deutscher Regierungskommissar zu den Friedensverhandlungen in Versailles geschickt. Nach der Annahme des Friedensvertrages von Versailles fungierte er – als Nachfolger von Ulrich Graf von Brockdorff-Rantzau – von Juli 1919 bis Februar 1920 als Vorsitzender der deutschen Friedensdelegationen in Versailles und Paris. Gemeinsam mit Georges Clemenceau und David Lloyd George war Lersner der erste, der den Vertrag von Versailles unterschrieb. In der Folgezeit unterschrieb Lersner im Namen der deutschen Regierung zudem eine Erklärung gegenüber den Alliierten, in der das Deutsche Reich sich zur Annullierung des Artikels 61 der Weimarer Verfassung verpflichtete, der Deutschösterreich eine Vertretung im Reichsparlament – als vorbereitenden Schritt für einen Anschluss Österreichs an das Deutsche Reich – zusicherte. Die von den Alliierten geforderte Auslieferung einiger Dutzend deutscher „Kriegsverbrecher“ scheiterte nicht zuletzt an Lersners Androhung gegenüber der Reichsregierung, von seinem Posten zurückzutreten, sollte dieser Forderung stattgegeben werden.

### Weimarer Republik und Zeit des Nationalsozialismus (1920 bis 1945)
Nach dem Ende seiner diplomatischen Tätigkeit in Frankreich kehrte Lersner nach Deutschland zurück. Er verfasste drei Erinnerungsbücher, in denen er seine Erlebnisse während der Friedensverhandlungen schilderte und seine Kritik an der Versailler Friedensordnung zum Ausdruck brachte. Politisch engagierte Lersner sich zunächst in der Deutschen Volkspartei (DVP). Von Juni 1920 bis Mai 1924 saß er für diese als Abgeordneter im ersten Reichstag der Weimarer Republik, in dem er den Wahlkreis 31 (Leipzig) vertrat. Nachdem sich die örtliche Organisation der DVP weigerte, ihn für die Wahl vom Mai 1924 wieder zu nominieren, verließ er die DVP, um sich der weiter rechts stehenden DNVP anzuschließen.
Nach dem Preußenschlag der Regierung Papen im Juli 1932, bei dem die preußische Landesregierung abgesetzt und die Regierungsgewalt in Preußen durch die Reichsregierung übernommen wurde, ernannte Franz von Papen seinen alten Freund Lersner zu seinem persönlichen Vertreter bei den süddeutschen Landesregierungen. Seine Aufgabe dort bestand vor allem darin, diese zu beruhigen und Befürchtungen vor neuen Schlägen – nun gegen ihre Eigenständigkeit – zu zerstreuen. 1932 stellte Lersner Papen zudem  Kurt Freiherr von Schröder vor, der bei einer Zusammenkunft in seinem Haus am 4. Januar 1933 den Kontakt zwischen Adolf Hitler und Papen herstellte, der in der Bildung der Regierung Hitler und letztendlich zur nationalsozialistischen Machtergreifung Ende Januar 1933 mündete.
Im weiteren Verlauf der 1930er Jahre agierte Lersner als Vertreter Papens in Genf und im Saargebiet sowie als geschäftlicher Vertreter der I.G. Farben in der Türkei. Als sogenannter „Halbjude“ – er galt nach den Nürnberger Gesetzen als  „jüdischer Mischling ersten Grades“ – geriet Lersner in Deutschland zunehmend in Bedrängnis: 1939 befürchtete er, dass die Gestapo hinter ihm her sei. Um ihn ihrem Zugriff zu entziehen, nahm Papen, der in diesem Jahr als deutscher Botschafter in die Türkei entsandt wurde, Lersner mit auf diesen sicheren Außenposten (vgl. Exil in der Türkei 1933–1945). An der Botschaft in Ankara wirkte Lersner als Kulturattaché.
Während des Zweiten Weltkrieges agierte Lersner als Mittelsmann von Friedenssondierungen, die die Gruppe um Wilhelm Canaris hinter Hitlers Rücken mit den Alliierten einleitete. Von Ankara aus vermittelte Lersner Paul Leverkuehn Kontakt zum amerikanischen Sondergesandten für den Balkan George H. Earle, einem engen Freunde des US-Präsidenten Roosevelt, und trug so mit dazu bei, ein heimliches Treffen Canaris’ mit Earle Ende Januar 1943 zu organisieren.

### Nachkriegszeit (1945 bis 1954)

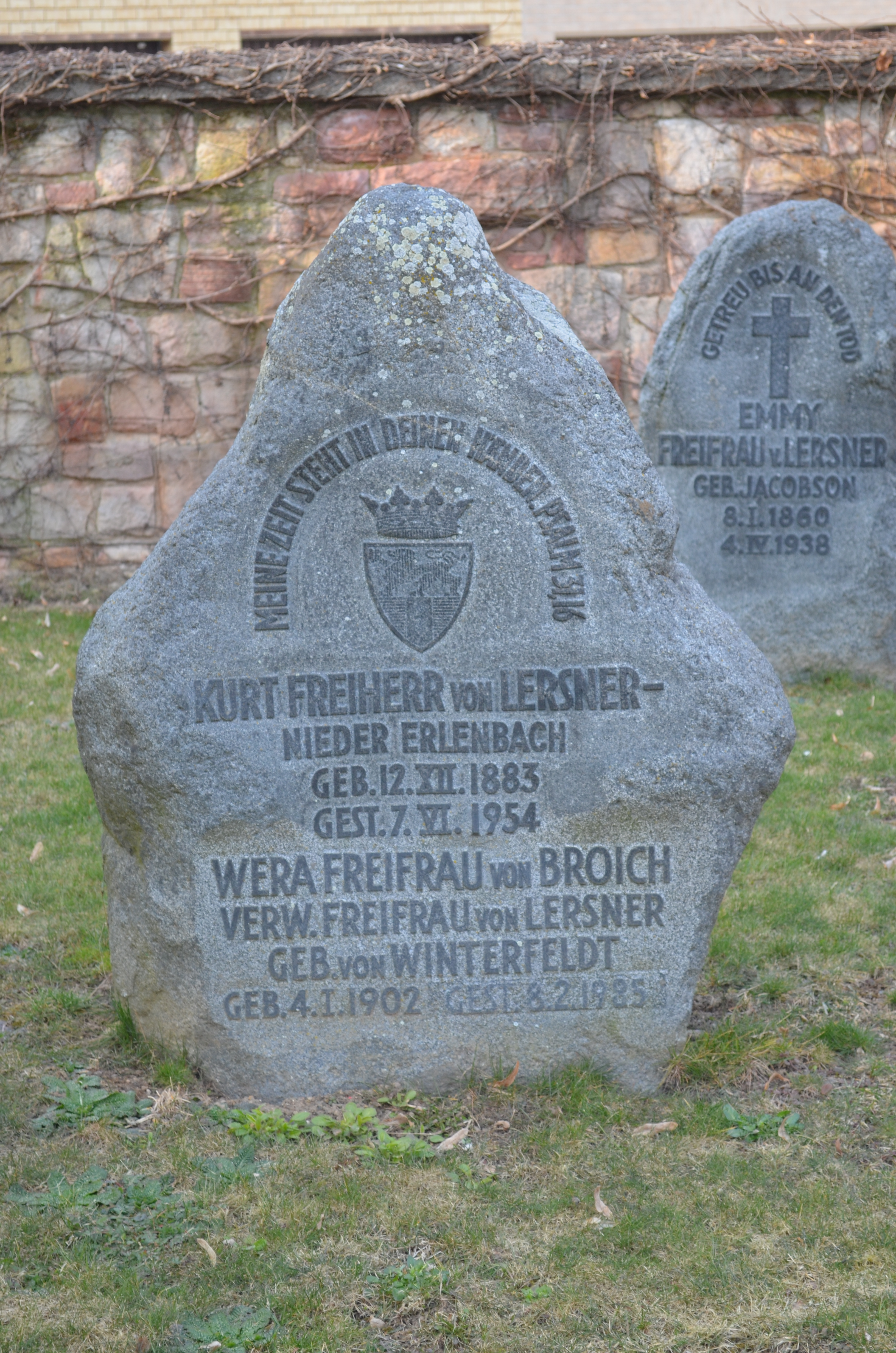
Grabstein von Kurt von Lersner auf dem Alten Friedhof Nieder-Erlenbach

Nach dem Ende des Zweiten Weltkrieges geriet Lersner in amerikanische Kriegsgefangenschaft. Wohl nicht zuletzt aufgrund seiner zahlreichen Verbindungen in den Vereinigten Staaten und in Frankreich kam er bald wieder frei. In der Folge stand er mit dem amerikanischen Militärgouverneur in Deutschland, Lucius Clay, in Verbindung. Von 1947 bis 1949 fungierte Lersner zudem als Verbindungsmann Konrad Adenauers zum ehemaligen französischen Staatschef Charles de Gaulle, den Lersner aus früheren Zeiten persönlich kannte. Bei zahlreichen Besuchen bei de Gaulle, der zu dieser Zeit vorübergehend im politischen Abseits stand und zurückgezogen auf seinem Landsitz lebte, beobachtete Lersner dessen sich allmählich wandelndes Deutschlandbild zwischen 1947 („das [zerstückelte] Deutschland von 1648 muss wieder hergestellt werden“) und 1949, als langsam die deutsch-französische Freundschaft erwuchs, und informierte den CDU-Politiker darüber.
Nach 1950 arbeitete Lersner in der Schwerindustrie.
Er ist in dem denkmalgeschützten Familiengrab auf dem Alten Friedhof Nieder-Erlenbach begraben.

## Familie
Kurt von Lersner war verheiratet mit Wera, geborene von Winterfeldt.

## Schriften
- Voraussetzungen und Wirkungen der Beschränkung einer Prokura nach H. G. B. § 50 Abs. 3. s.l.e.a. (Dissertation)
- Als Vorsitzender der Friedensdelegation in Paris. Hamburg s. a. [1920].
- Versailles! Berlin 1921. (Neuauflagen 1922, 1923)
- Deutschland und die Schuldfrage. Berlin 1923.